# Liste der Baudenkmale in Storkow (Mark)

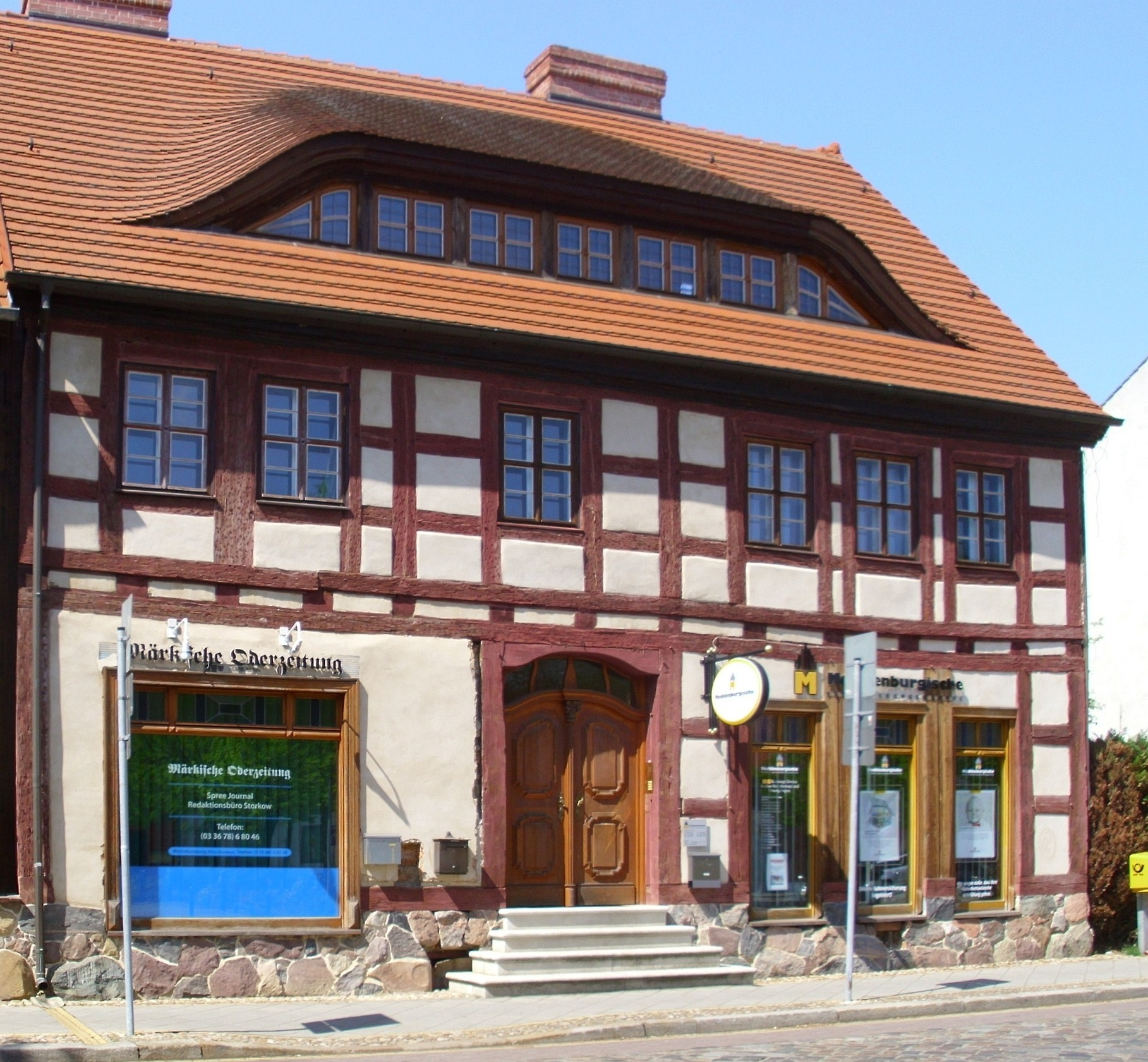
Wohn- und Geschäftshaus Am Markt 23 in der per Satzung geschützten historischen Innenstadt. Nach dem Stadtbrand von 1712 errichtet, ab 1994 restauriert.

In der Liste der Baudenkmale in Storkow (Mark) sind alle Baudenkmale und – bis auf Bodendenkmale – Denkmale übriger Gattungen der brandenburgischen amtsfreien Kleinstadt Storkow (Mark) und ihrer Ortsteile aufgelistet. Grundlage ist die veröffentlichte Landesdenkmalliste mit dem Stand vom 31. Dezember 2021. Die Bodendenkmale sind in der Liste der Bodendenkmale in Storkow (Mark) aufgeführt.

## Denkmalbereich historische Innenstadt
Zusätzlich zu den Einzeldenkmalen ist der Denkmalbereich der historischen Innenstadt per Satzung zum Schutz des Denkmalbereiches der historischen Innenstadt von Storkow im Landkreis Oder-Spree denkmalgeschützt und unter B) Durch Satzung geschützte Denkmalbereiche in der Denkmalliste des Landkreises angeführt. Entsprechend ist Storkow in der Liste von Städten mit historischem Stadtkern enthalten, allerdings ist die Stadt kein Mitglied der Brandenburger Arbeitsgemeinschaft „Städte mit historischen Stadtkernen“. Die Anlage der ehemaligen und zwischen 2000 und 2009 wiederaufgebauten Burg Storkow liegt außerhalb des Bereichs und ist unter den Einzeldenkmalen gelistet.

### Räumlicher Geltungsbereich
Der Denkmalbereich erstreckt sich westlich und östlich der Straßen Am Markt und Altstadt. Seine Grenze wird in der Satzung und in der beigefügten Karte wie folgt umrissen: die Grenze im Norden bildet der Storkower Kanal, im Süden der Burggraben (verläuft südlich der Schloßstraße), im Osten die Burgstraße und der Weg Hinter den Höfen und im Westen die Grenzen der Grundstücke, die westlich an der Kirchstraße liegen. Im Einzelnen gehören folgende Straßen oder Straßenabschnitte, Gassen und Plätze mit anliegenden Grundstücken zum Bereich: Am Markt, Altstadt, Kirchstraße, Rudolf Breitscheid-Straße (zwischen Markt und Burggraben), Schloßstraße und die nicht benannten Verbindungswege und Gassen zwischen den genannten Straßen sowie die im Gebiet liegenden und die das Gebiet begrenzenden Wasserläufe.

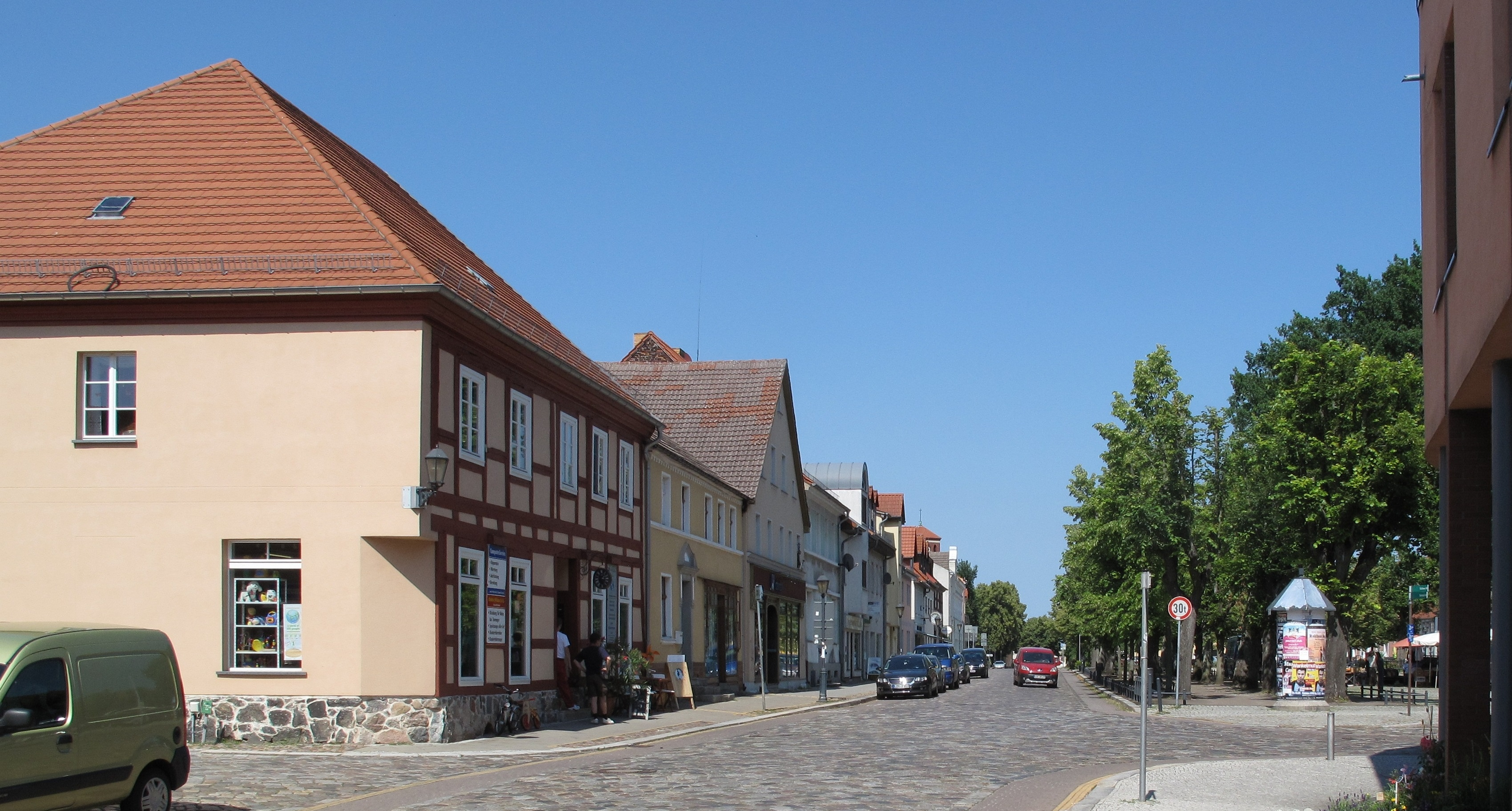
Straße Am Markt und Marktplatz. Das sanierte Fachwerk-Eckhaus Am Markt 33 von 1730 beherbergte bis 1894 die Poststation nach Fürstenwalde (siehe auch: Einzeldenkmal „Preußischer Meilenstein“). Die nebenstehende Nr. 32 ist zusätzlich als Einzeldenkmal geschützt.

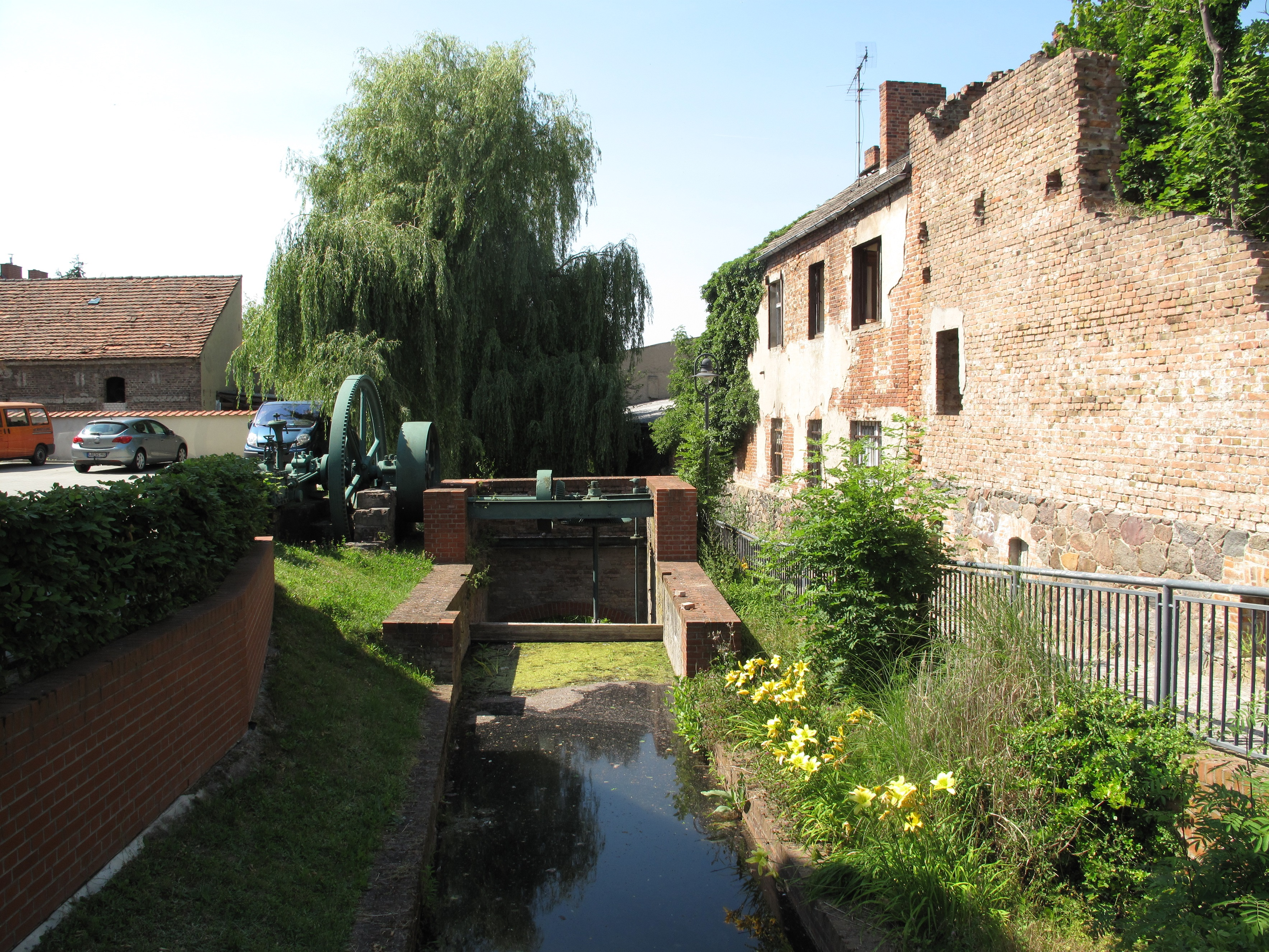
Mühlenfließ mit Dampfmaschine von 1897

### Schutz und Schutzbegründung
Laut § 2 Absatz 1 sind im Geltungsbereich der Satzung geschützt:
- der mittelalterliche Stadtgrundriss,
- die das Erscheinungsbild der Stadt kennzeichnende historische Substanz,
- die Maßstäblichkeit der Bebauung,
- die Straßen-, Platz- und Gehweggestaltung einschließlich prägendem Großgrün,
- die Silhouette der Stadt.[2]

Den Kern des mittelalterlichen Grundrisses und historischen Erscheinungsbildes des 1209 erstmals urkundlich erwähnten Ortes bilden der Marktplatz und seine Umgebung, dessen fast rechteckige Anlage für eine mittelalterliche Stadtgründung typisch ist. Die ältesten der durchweg zweigeschossigen Wohn- und Geschäftshäuser – zum Teil Traufenhäuser aus Fachwerk – entstanden unmittelbar nach dem letzten großen Stadtbrand von 1712. Aus dieser Zeit stammen auch die schmalen Brand- und Feuergassen zwischen dem Markt und der Kirchstraße. Die Baumbepflanzung des Platzes geht auf das 19. Jahrhundert zurück. Trotz der Zerstörung des Rathauses aus dem Jahr 1850, des Bürgermeisterhauses und weiterer wertvoller Bauten im Zweiten Weltkrieg und trotz der späteren Abtragung des ehemaligen Zollhauses (Kaufhaus Rosenberg) bilden die verbliebenen Gebäude einen geschlossenen Rahmen, der laut Satzung aus siedlungs-, bau- und kulturgeschichtlichen Gründen zu erhalten ist. Ein weiteres typisches Element der Stadtentwicklung bilden die schmalen Hinterhöfe der Ackerbürger mit ihren rückwärtigen Zufahrten, Stallungen und zum Teil zweigeschossigen Remisen. Die erhaltenswerte Silhouette der späteren Immediatstadt bestimmt die weithin sichtbare historische Höhendominante des 36 Meter hohen Turms der Stadtkirche aus dem 16. Jahrhundert.

### Bauten und Anlagen im Denkmalbereich
Neben den besonders geschützten und unten gelisteten Einzeldenkmalen sind im Bereich der historischen Innenstadt folgende Bauten und Anlagen bemerkenswert: das Anfang des 20. Jahrhunderts südlich der Pfarrkirche errichtete Gemeindehaus, die Altstadtschule aus der Mitte des 19. Jahrhunderts nördlich der Pfarrkirche und die bauliche Fassung des Mühlenfließes im ehemaligen Mühlenbereich aus dem Ende des 19. Jahrhunderts. Die Dampfmaschine am Mühlenfließ, von der Reste erhalten sind, versorgte die Stadt ab 1897 fast 15 Jahre lang mit Elektrizität und nochmals nach dem Zweiten Weltkrieg 1945, als die Überlandleitungen zerstört waren. Gleichfalls in der Nähe des Mühlenfließes liegt die ehemalige Schmiede aus dem Jahr 1740. Die neue Zugbrücke über dem Storkower Kanal ersetzte 2000/2001 eine historische stählerne Zugbrücke von 1919. Die Wasserstraße ging aus dem Alten Fließ hervor, das erst zum Flößergraben und ab 1746 zum Kanal ausgebaut wurde. Östlich der Zugbrücke überspannte den Kanal eine hölzerne Klappbrücke nach holländischem Vorbild, die 1919 aus Stahl erneuert und 1971 einer modernen Spannbetonbrücke (Burgstraßen-Brücke) weichen musste. Die Friedenseiche auf dem Marktplatz wurde 1814 gepflanzt.

## Einzeldenkmale
In den Spalten befinden sich folgende Informationen:
- ID-Nr.: Die Nummer wird vom Brandenburgischen Landesamt für Denkmalpflege vergeben. Ein Link hinter der Nummer führt zum Eintrag über das Denkmal in der Denkmaldatenbank. In dieser Spalte kann sich zusätzlich das Wort Wikidata befinden, der entsprechende Link führt zu Angaben zu diesem Denkmal bei Wikidata.
- Lage: die Adresse des Denkmales und die geographischen Koordinaten. Link zu einem Kartenansichtstool, um Koordinaten zu setzen. In der Kartenansicht sind Denkmale ohne Koordinaten mit einem roten beziehungsweise orangen Marker dargestellt und können in der Karte gesetzt werden. Denkmale ohne Bild sind mit einem blauen bzw. roten Marker gekennzeichnet, Denkmale mit Bild mit einem grünen beziehungsweise orangen Marker.
- Bezeichnung: Bezeichnung in den offiziellen Listen des Brandenburgischen Landesamtes für Denkmalpflege. Ein Link hinter der Bezeichnung führt zum Wikipedia-Artikel über das Denkmal.
- Beschreibung: die Beschreibung des Denkmales
- Bild: ein Bild des Denkmales und gegebenenfalls einen Link zu weiteren Fotos des Baudenkmals im Medienarchiv Wikimedia Commons

### Storkow (Mark)
Der Schutzstatus der im Denkmalbereich historische Innenstadt liegenden Einzeldenkmale wird von der vorstehenden Satzung nicht berührt.
| ID-Nr.                           | Lage                                | Bezeichnung | Beschreibung | Bild |
| -------------------------------- | ----------------------------------- | --- | --- | --- |
| 09115509                         | (Lage)                              | Jüdischer Friedhof | Der vermutlich im 19. Jahrhundert angelegte Jüdische Friedhof Storkow besteht aus knapp 90 Grabsteinen aus dem 19. bis 20. Jahrhundert. Die letzte Beisetzung erfolgte wahrscheinlich im Januar 1934. 1988 wurde der Friedhof nach jahrelanger Verwahrlosung wiederhergestellt. Er liegt in einem Waldgebiet der Binnendüne Waltersberge an der Reichenwalder Straße. | weitere Bilder |
| 09115275                         | (Lage)                              | Preußischer Meilenstein | Der Meilenstein der ehemaligen Postkutschenverbindung nach Fürstenwalde an der Spree trägt die Inschrift: Nach Fürstenwalde 2 Meilen. Der Stein wurde 1866 an der neuen Chaussee zwischen den beiden Orten errichtet. Die Chaussee wurde am 1. Mai 1866 eröffnet. Ihre Länge lag exakt bei zwei Preußischen Meilen (1 Preußische Meile = 7,532484 Kilometer). Der Stein liegt nahe der scharfen Kurve der Bundesstraße 246, in der die Rudolf-Breitscheid-Straße in die Ernst-Thälmann-Straße übergeht. | Preußischer Meilenstein |
| 09115088                         | Am Bahnhof 1 (Lage)                 | Empfangsgebäude des Bahnhofs Storkow mit Anbauten, gepflastertem Vorplatz und ehemaliger Bahnmeisterei mit Einfriedung | Der Bahnhof Storkow wurde am 20. September 1898 anlässlich der Eröffnung der Eisenbahnlinie von Königs Wusterhausen nach Beeskow in Betrieb genommen. Der alte Bahnwasserturm bestand bis 1988, als er nach der Beschädigung eines Zuleitungsrohres abgerissen wurde. | weitere Bilder |
| 09115811 Teilobjekt zu: 09115088 | Am Bahnhof 1 (Lage)                 | Bahnmeisterei | | BW |
| 09115702                         | Am Markt 17 (Lage)                  | Wohnhaus mit Seitenflügel und Hofeinfriedung | Das Haus befindet sich an der Nordseite des Marktplatzes. Es ist ein massives Haus mit einem Satteldach. | Wohnhaus mit Seitenflügel und Hofeinfriedung |
| 09115535                         | Am Markt 32 (Lage)                  | Wohn- und Geschäftshaus mit Seitenflügel und Hofgebäude | Bis zum Sommer 1943 versteckte der Kaufmann Paul Kühne im Werkstattgebäude des Hofes Am Markt 32 die jüdische Freundin seines Sohnes, Dorothea Herzberg. Als dies bekannt wurde, musste Herzberg fliehen und kam beim Ehepaar Bernhard und Dorothea Heß in Berlin-Hermsdorf unter. Dort wurde sie bei einem Luftangriff am 5. Dezember 1944 getötet. In dem sogenannten Kühne-Haus bestand ehemals eine Seilerei beziehungsweise ein Ladengeschäft der Familie Kühne, die an verschiedenen Storkower Standorten über acht Generationen hinweg in diesem Gewerbe tätig war und die Geschichte der Seilerei in der Stadt prägte. Das nebenstehende sanierte Fachwerk-Eckhaus Am Markt 33 von 1730 beherbergte bis 1894 die Poststation nach Fürstenwalde. | Wohn- und Geschäftshaus mit Seitenflügel und Hofgebäude |
| 09115957 Teilobjekt zu: 09115535 | Am Markt 32 (Lage)                  | Seitenflügel | Der Seitenflügel befindet sich auf der Hofseite. Erbaut wurde er im Jahr 1895. | BW |
| 09115958 Teilobjekt zu: 09115535 | Am Markt 32 (Lage)                  | Stall | Der Stall auf dem Hof wurde in der ersten Hälfte des 18. Jahrhunderts erbaut. Der Grundriss ist L-förmig, wurde aus Fachwerk erstellt und hat ein Satteldach. | BW |
| 09115356                         | Ernst-Thälmann-Straße (Lage)        | Thälmann-Hain | Gedenkstein für Ernst Thälmann. Die Gedenksäule steht auf einem dreigestuften Steinsockel und zeigt im oberen Teil Thälmann im Relief und mit Mütze. Darunter stehen in einer fünfzeiligen Inschrift die Lebensdaten Thälmanns und der Hinweis auf seinen Tod im KZ Buchenwald. Der Stein befindet sich etwas versteckt auf einem kleinen begrünten, dreieckigen Platz an der Einmündung der Berliner Straße in die Ernst-Thälmann-Straße (Bundesstraße 246), der von dem bereits zuvor dort befindlichen Ehrenmal für die Opfer des Faschismus von 1950 beherrscht wird. Laut älteren Denkmallisten, beispielsweise noch in der Liste von 2007, befand sich der Thälmann-Hain in der Burgstraße. Ältere Postkarten zeigen ihn vor der Burg Storkow. Im Zuge der Sanierung und des Wiederaufbaus der Burg und ihrer Außenanlagen (2000 bis 2009) wurde das Denkmal (weniger der gesamte „Hain“) von der Burgstraße in die Ernst-Thälmann-Straße verlegt.                                                                                        | Thälmann-Hain |
| 09115355                         | Fürstenwalder Straße (Lage)         | Sowjetischer Ehrenfriedhof | Der Friedhof wurde zwischen 1945 und 1947 angelegt und enthält 36 Sammelgräber für 1394 größtenteils unbekannte Rotarmisten. Diese waren in den letzten Kämpfen um die Stadt Storkow zwischen März und Oktober 1945 getötet worden. Der Friedhof liegt auf Höhe der Fürstenwalder Straße 20/22, im Eck zur Querstraße/Schützenstraße. | Sowjetischer Ehrenfriedhof |
| 09115292 Wikidata                | Kirchstraße/Altstadt (Lage)         | Pfarrkirche | Die evangelische Kirche ist im Kern ein gotischer Backsteinbau aus dem 16. Jahrhundert. Der Vorgängerbau wurde Ende des 12. Jahrhunderts von den Zisterziensern im romanischen Stil errichtet. Nach dem Brand von 1570 wurde sie im Spitzbogenstil auf den alten Grundmauern wieder aufgebaut. Zwischen 1859 und 1864 wurde die Kirche umfassend restauriert. Erhaltene ältere Teile der Außenmauern wurden in den Bau einbezogen, der Feldsteinsockel blieb erhalten. Zudem wurde eine Sakristei angebaut und die Westseite mit einem Stufengiebel versehen. 1895/96 folgte ein 54,10 Meter hoher Turmbau (siehe Zustand auf der nebenstehenden Postkarte von 1910). Nach dem Zweiten Weltkrieg in großen Teilen zerstört, erfolgte der erneute Wiederaufbau zwischen 1948 und 1951 ohne den eingestürzten Stufengiebel, der Turm wurde auf 36 Meter verkürzt. Die auffällige, nach Süden freistehende Treppenkanzel am Hauptportal diente als Predigtort für die wendischen Einwohner Storkows, die erst ab 1720 die Kirche betreten durften. | weitere Bilder |
| 09116004 Teilobjekt zu: 09115292 | Kirchstraße/Altstadt (Lage)         | Orgel | Die Orgel wurde 1954 bis 1957 von der Firma Sauer erbaut. | BW |
| 09115510                         | Robert-Koch-Straße 1 (Lage)         | Jagdsitz Hubertushöhe mit Landhaus, Pförtnerhaus, Maschinenhaus, zum Försterhaus gehörigem Stallgebäude, Badehaus sowie Parkanlage | Das im Stil einer Burg gestaltete Landhaus Jagdsitz Hubertushöhe wurde zwischen 1899 und 1900 für den Geheimen Kommerzienrat Georg Büxenstein am Ufer der Dolgensees erbaut. Der Putzbau nach Entwürfen der Architekten M. Jacob und G. Roensch verbindet Formen der Neugotik mit dem Schweizerstil und ist in einen Landschaftspark eingebettet. Später wurde die Anlage als Luxushotel genutzt, gegen dessen Betreiber 2012 wegen Zahlungsunfähigkeit und Überschuldung das Insolvenzverfahren eröffnet wurde. Nach aktuellen Planungen soll im Schloss der „Kunst- und Literaturpark Hubertushöhe“ entstehen. Derzeit ist das Schlossgebäude noch für Hochzeiten, Tagungen und besondere Veranstaltungen geöffnet (Stand 2013). | Jagdsitz Hubertushöhe mit Landhaus, Pförtnerhaus, Maschinenhaus, zum Försterhaus gehörigem Stallgebäude, Badehaus sowie Parkanlage |
| 09115945 Teilobjekt zu: 09115510 | Robert-Koch-Straße 1 (Lage)         | Pförtnerhaus | | BW |
| 09115946 Teilobjekt zu: 09115510 | Robert-Koch-Straße 1 (Lage)         | Maschinenhaus | | BW |
| 09115947 Teilobjekt zu: 09115510 | Robert-Koch-Straße 1 (Lage)         | Badehaus | | BW |
| 09115948 Teilobjekt zu: 09115510 | Robert-Koch-Straße 1 (Lage)         | Parkanlage | | BW |
| 09115414                         | Rudolf-Breitscheid-Straße 12 (Lage) | Wohn- und Geschäftshaus mit Neben- und Hofgebäuden | Der rote Klinkerbau mit aufgesetztem Zwerchhaus ist ein zweistöckiges Eckhaus. Die Eckfassade und die Seiten sind von großen weißen Steinplatten eingefasst und bilden einen deutlichen Kontrast zu den roten Backsteinen. Das Gestaltungselement setzt sich in den weiß gehaltenen Fensterfassungen fort. Das Haus liegt in der scharfen Kurve der Bundesstraße 246, in der die Rudolf-Breitscheid-Straße in die Ernst-Thälmann-Straße übergeht. Die Straße ist nach dem sozialdemokratischen Politiker Rudolf Breitscheid benannt, der wie Ernst Thälmann im KZ Buchenwald starb. | Wohn- und Geschäftshaus mit Neben- und Hofgebäuden |
| 09115885 Teilobjekt zu: 09115414 | Ernst-Thälmann-Straße 61 (Lage)     | Wohnhaus | Das Wohnhaus wurde um 1860 erbaut. Es ist ein massives, verputztes Haus mit einem Satteldach und hat fünf Fensterachsen und zwei Geschosse. | BW |
| 09115435                         | Rudolf-Breitscheid-Straße 16 (Lage) | Postgebäude mit zugehörigen Einfriedungen | Das „Kaiserliche Postamt“ wurde in den Jahren 1893/94 durch den Stadtbaumeister Johannes Prömmel (1858–1941) errichtet und am 1. Oktober 1894 eröffnet. Bis zur Aufnahme des Bahnverkehrs im 1898 fertiggestellten Storkower Bahnhof diente das Postamt als Startpunkt der Postkutschen nach Fürstenwalde an der Spree. In den Gebäuden auf der Rückseite befanden sich die Pferdeställe. Noch bis Mai 1999 von der Deutschen Post genutzt, befindet sich das Gebäude seit 2006 in Privatbesitz. | Postgebäude mit zugehörigen Einfriedungen |
| 09115455                         | Rudolf-Breitscheid-Straße 74 (Lage) | Amtsgericht (heute Stadt- und Amtsverwaltung) mit Gefängnistrakt, der Einfriedung der beiden Gefängnishöfe sowie der gusseisernen Ofenplatte mit der Darstellung des salomonischen Urteils und der straßenseitigen Einfriedung des Grundstücks | Das „Neue Königliche Amtsgericht“ wurde zwischen 1896 und 1897 wie das vorstehende Postamt vom Stadtbaumeister Johannes Prömmel (1858–1941) erbaut. Es befindet sich schräg gegenüber dem ehemaligen Storkower Postamt und war bei der Eröffnung am 6. Januar 1898 in der ehemaligen Poststraße 74 adressiert. Die ersten Urteilssprüche in diesem Haus erfolgten wegen Diebstahls, Amtsbeleidigung und Bettelei. Bis 1958 wurde es als Sitz des Kreisgerichts Beeskow genutzt. Als bauliche Besonderheit weist es eine freitragende Steintreppe für den Innenaufgang auf. Bei dem 2000/01 erfolgten Um- und Ergänzungsbau blieb die Fassade unverändert erhalten. Dabei wurden der ehemalige Gefängnishof zum Sitzungssaal und der Gerichtssaal zum Trauraum umgebaut. Eine Gefängniszelle blieb im ursprünglichen Zustand erhalten. Am 11. Januar 2002 wurde es Sitz der Amtsverwaltung, im November 2003 Sitz der Stadtverwaltung (Rathaus).                                                                                                 | Amtsgericht (heute Stadt- und Amtsverwaltung) mit Gefängnistrakt, der Einfriedung der beiden Gefängnishöfe sowie der gusseisernen Ofenplatte mit der Darstellung des salomonischen Urteils und der straßenseitigen Einfriedung des Grundstücks |
| 09115259                         | Schloßstraße 6 (Lage)               | Burganlage | Die ehemalige Burg Storkow ist heute ein Kulturzentrum. Die Anlage ist im Ursprung eine mittelalterliche Wasserburg. Im Jahre 1518 wurde die Burg zu einem Schloss umgebaut, das 1978 ausbrannte. Der Wiederaufbau erfolgte zwischen 2000 und 2009. | weitere Bilder |
| 09115867 Teilobjekt zu: 09115259 | (Lage)                              | Brauhaus | Das Brauhaus liegt westlich des Hauptbaues. | BW |

### Ortsteile

#### Alt Stahnsdorf
| ID-Nr.   | Lage                    | Bezeichnung | Beschreibung | Bild        |
| -------- | ----------------------- | ----------- | --- | ----------- |
| 09115271 | Alt Stahnsdorf 5 (Lage) | Wassermühle | Eine Wassermühle in Alt Stahnsdorf wurde das erste Mal im Jahre 1537 urkundlich erwähnt. Der Vorgängerbau der jetzigen Wassermühle wurde gegen Ende des Zweiten Weltkriegs im Jahr 1945 gesprengt und die Mühle kurz danach in veränderter Form wieder aufgebaut. Von 1977 bis 1990 wurde die Wassermühle als Standort des Beeskower Mischfutterwerks genutzt. Das 1922 hergestellte Wasserrad wurde zwischenzeitlich entfernt. Die Mühle befindet sich kurz hinter dem Südende des Stahnsdorfer Sees am Stahnsdorfer Fließ, das den See mit dem Storkower Kanal verbindet. | Wassermühle |

#### Görsdorf bei Storkow
| ID-Nr.                           | Lage                     | Bezeichnung                                                                | Beschreibung | Bild           |
| -------------------------------- | ------------------------ | -------------------------------------------------------------------------- | --- | -------------- |
| 09115287                         | Zum Kutzingsee 17 (Lage) | Dorfkirche und gusseisernes Grabmal für Wilhelm Ludwig Heinrich Wahrenberg | Die spätmittelalterliche Feldsteinkirche soll um/nach 1350 erbaut worden sein. In den 1980er-Jahren wurde der einschiffige Kirchbau restauriert. Den als Dachreiter in die Westfront eingezogenen Fachwerkturm krönen eine Kupferkugel und eine Wetterfahne mit der Jahresangabe 1704, als die Kirche teilweise abbrannte. Um 1934 wurde der Turm aufgrund erheblicher Schäden abgerissen und nach dem alten Vorbild wiederaufgebaut. Zu den sakralen Kostbarkeiten zählen eine Taufschale aus Zinn sowie ein Leuchterpaar aus dem Jahre 1674 (restauriert 1839). 1934 traten bei Wandarbeiten Teile von gotischen Wandmalereien aus der Zeit um 1430 zutage, die die Leidensgeschichte Christi sowie den Hlg. Georg mit dem Drachen und die Hlg. Barbara darstellen. Die Malereien wurden 1992 konserviert und gesichert. Das Wappen unter der Empore ist das Wappen der Familie v. Queis, die im 15. Jahrhundert Ortsherren von Görsdorf b. Storkow waren. | weitere Bilder |
| 09115870 Teilobjekt zu: 09115287 | Zum Kutzingsee 17 (Lage) | Grabmal                                                                    | Das Grabmal ist Wilhelm Ludwig Heinrich Wahrenberg gewidmet. Erstellt wurde das gusseiserne Grabmal im Jahre 1819. Das Grabmal befindet sich vor der Kirche rechts vom Eingang. | Grabmal        |
| 09116001 Teilobjekt zu: 09115287 | Zum Kutzingsee 17 (Lage) | Orgel                                                                      | Die Orgel stammt von Wilhelm Remler und wurde 1885 eingeweiht. 1917 mussten die Zinnpfeifen der Orgel zu Kriegszwecken abgegeben werden und wurden 1931 durch die Potsdamer Orgelbaufirma Schuke erneuert. 1995 wurde das Instrument von Christian Scheffler restauriert. | BW             |

#### Groß Schauen
| ID-Nr.   | Lage                | Bezeichnung | Beschreibung | Bild           |
| -------- | ------------------- | ----------- | --- | -------------- |
| 09115269 | Dorfmitte 21 (Lage) | Dorfkirche  | Die Dorfkirche in Groß Schauen ist ein Fachwerkbau, wahrscheinlich aus dem beginnenden 18. Jahrhundert. Nach dendrochronologischen Untersuchungen wurde das Bauholz für das Glockenhaus um 1685 und für das Schiff um 1700 geschlagen. Der einfache rechteckige Saalbau mit kleiner Nordvorhalle und angebautem, holzverkleidetem Glockenhaus steht auf dem Dorfanger. Die Jahreszahl 1577 im mehrfach erneuerten Wetterhahn auf dem Kirchendach verweist auf die Einführung der Reformation. Umfangreiche Instandsetzungen und Sanierungen erfolgten insbesondere 1810, 1855/73 und 2006. Der alte Kanzelaltar wurde 1962 durch einen Tischaltar ersetzt, seitdem steht die Kanzel auf einem niedrigen Steinsockel links vom Altar. Die Kleinorgel mit sechs Registern und 405 Pfeifen wurde von der Firma Sauer gebaut und 2001 als Leihgabe der Kirchengemeinde Alt Stahnsdorf aufgestellt. Zum historischen Inventar gehört eine hölzerne Kirchenlade aus dem Jahr 1513, die aus einem Stück gearbeitet ist. | weitere Bilder |

#### Kummersdorf
Das laut verschiedenen Ortsbeschreibungen unter Denkmalschutz stehende Schleusenhäuschen am Storkower Kanal ist in der Denkmalliste mit Stand 2022 nicht enthalten.
| ID-Nr.   | Lage                   | Bezeichnung | Beschreibung | Bild     |
| -------- | ---------------------- | ----------- | --- | -------- |
| 09115081 | Siedlung West 2 (Lage) | Wohnhaus    | Der massive, verputzte Ziegelbau von 1907 trägt die Bezeichnung „Villa Agnes“. Das dreiachsige Wohnhaus wird von einem Krüppelwalmdach gedeckt. Es befindet sich am Storkower Kanal in der Straße Siedlung West 2, die kurz hinter der Kanalbrücke von der Kummersdorfer Hauptstraße abbiegt. Die Kummersdorfer Hauptstraße ist Teil der Landesstraße L 40 nach Wolzig. | Wohnhaus |

#### Limsdorf
| ID-Nr.   | Lage   | Bezeichnung                                              | Beschreibung | Bild           |
| -------- | ------ | -------------------------------------------------------- | --- | -------------- |
| 09115262 | (Lage) | Gedenkstein für Charlotte und Erich Garske, am Springsee | Gedenkstein für die Widerstandskämpfer Erich und Charlotte Garske, die im Dezember 1943 in Berlin-Plötzensee vom NS-Regime hingerichtet wurden. Der Stein wurde bereits 1944 von Freunden des Ehepaares am Springsee, an dem die Garskes öfter zelteten, aufgestellt. Ein derart frühes, noch während der NS-Diktatur aufgestelltes Widerstandsdenkmal ist für Brandenburg einzigartig. Der einfache, rund einen halben Meter hohe Findling trägt die schlichte Inschrift: Zum Gedenken an Lotte und Erich Garske. Der Stein befindet sich rund einhundert Meter über dem Ostufer des Springsees am Nordrand des „Naturcampingplatzes am Springsee“ und noch auf dessen Gelände am Ende einer kleinen Wiese/Lichtung, die sich entlang der „Kleinen Quelle“ erstreckt. Das kleine Rinnsal ist eines der beiden Fließe, die als „Große und Kleine Springseequelle“ als Naturdenkmal ausgewiesen sind. Die Lage des Steins kennzeichnet eine hohe Stange, die mit der weiß-blauen Denkmalplakette obenauf aus dem Gestrüpp herausragt. Zuvor teils überwuchert, wurde der Stein im Rahmen einer Veranstaltung des Naturparks Dahme-Heideseen zum Tag des offenen Denkmals am 8. September 2013 freigestellt und restauriert. Dabei wurde auch die fast verwitterte Inschrift erneuert. | weitere Bilder |

#### Möllendorf
| ID-Nr.   | Lage                 | Bezeichnung  | Beschreibung | Bild         |
| -------- | -------------------- | ------------ | --- | ------------ |
| 09115497 | Möllendorf 15 (Lage) | Dorfschmiede | Die um 1700 erbaute ehemalige Dorfschmiede befindet sich im Limsdorfer Ortsteil Möllendorf. Das aus Feldsteinen errichtete historische Gebäude steht auf dem Anger des Dorfes. | Dorfschmiede |

#### Philadelphia
| ID-Nr.   | Lage                 | Bezeichnung | Beschreibung | Bild       |
| -------- | -------------------- | ----------- | --- | ---------- |
| 09115179 | Hauptstraße 8 (Lage) | Dorfschule  | Die ehemalige Dorfschule in dem Straßendorf ist ein einstöckiger Bau mit Krüppelwalmdach, der im oberen Teil als weißer Putzbau, im unteren Teil als roter Klinkerbau ausgeführt ist. In alten Denkmallisten unter Hauptstraße 4 geführt, lautet die aktuelle Adresse Hauptstraße 8 (Denkmalliste mit Stand 2012). Der sanierte Bau beherbergt heute (Stand 2013) das kommunale Gemeindehaus des Dorfes. In einem Nebengebäude auf dem Hof ist der „Jugendclub Philadelphia“ untergebracht. | Dorfschule |

#### Selchow
| ID-Nr.                           | Lage                           | Bezeichnung                 | Beschreibung | Bild                        |
| -------------------------------- | ------------------------------ | --------------------------- | --- | --------------------------- |
| 09115185                         | Selchower Dorfstraße 35 (Lage) | Pfarrhaus                   | Das Pfarrhaus liegt gegenüber der Kirche am Dorfanger. Es gehört zur Evangelischen Kirchengemeinde Storkower Land und ist Sitz der Katechetin (Stand 2013). | Pfarrhaus                   |
| 09115184                         | Selchower Dorfstraße 39 (Lage) | Dorfkirche                  | Nachdem die alte Selchower Kirche am 3. Oktober 1860 durch ein Feuer vernichtet worden war, wurde das neue Kirchengebäude 1865/66 nach Plänen von Friedrich August Stüler in neuromanischen Formen errichtet und am 3. Oktober 1866 eingeweiht. Die Patronatsloge geht auf die Gutsfamilie Löschebrand zurück. Der Davidstern im Fenster der Loge wurde nachträglich durch die Familie Paul Mankiewitz eingelassen. Der Bankier hatte das Rittergut 1901 gekauft und 1913 das Schloss Selchow/Landhaus Selchow bauen lassen (siehe folgende Nr. 23). Die Kirche wurde mehrfach restauriert und saniert; Ende der 1990er-Jahre erfolgte eine aufwändige Innensanierung.                         | weitere Bilder              |
| 09115531                         | Selchower Dorfstraße 51 (Lage) | Landhaus Selchow mit Garten | Das als „Landhaus Selchow“ denkmalgeschützte Gutshaus/Herrenhaus wurde 1913 von dem Architekten Alfred Breslauer für den Bankier Paul Mankiewitz, der 1924 auf seinem Gut Selchow verstarb, gebaut. Der neubarocke Putzbau mit dreiachsigem Mittelrisalit liegt unter einem Mansardwalmdach in einer zwei Hektar umfassenden Gartenanlage. Nach wechselnden Besitzern stand das Landhaus seit 1991 leer und war zuletzt baufällig. 2012 von einem privaten Investorenpaar erworben, wird es seit 2013, gefördert mit EU-Mitteln, unter dem Namen „Schloss Selchow“ saniert und restauriert. Die neuen Besitzer wollen das Haus als Kultur- und Veranstaltungsort öffentlich zugänglich machen. | Landhaus Selchow mit Garten |
| 09115617 Teilobjekt zu: 09115531 | Selchower Dorfstraße 51 (Lage) | Gartenanlage                | | BW                          |

### Ehemalige Baudenkmale
| ID-Nr. | Lage                                            | Bezeichnung | Beschreibung | Bild   |
| ------ | ----------------------------------------------- | ----------- | --- | ------ |
|        | Storkow (Mark) Theodor-Fontane-Straße 23 (Lage) | Schule      | In der am Storkower See im Stadtteil Karlslust gelegenen heutigen „Europaschule Storkow“ stand der Pavillonbereich unter Denkmalschutz. Die Grund- und Oberschule mit gymnasialer Oberstufe arbeitet als Ganztagsschule in gebundener Form und mit einem nach den Europaschulen ausgerichteten Profil. Die drei flachen Pavillons der ehemaligen Kurt-Steffelbauer-Schule (benannt nach dem Lehrer, Gewerkschafter, und Widerstandskämpfer Kurt Steffelbauer; auch als Freiluftschule Karlslust bezeichnet) waren der erste Schulneubau in Storkow nach dem Zweiten Weltkrieg und am 15. November 1949 fertiggestellt. Die Pavillons waren mit einem überdachten Gang und Zwischenhöfen für den Freiluftunterricht verbunden. Nach den verschiedenen Erweiterungsbauten zur Europaschule wurde der Pavillonbereich zwischenzeitlich als Cafeteria und Schülerclub genutzt. Heute dienen die Bauten als Aufenthalts- und Sporträume (Stand 2013; die nicht mehr zutreffende Inschrift „Cafeteria“ wurde noch nicht entfernt). In einer Bestandsanalyse vom Juni 2006 heißt es: […] Pavillonbereich (Abriss notwendig, aber Baudenkmal). | Schule |